# Ernst Leopold Salkowski

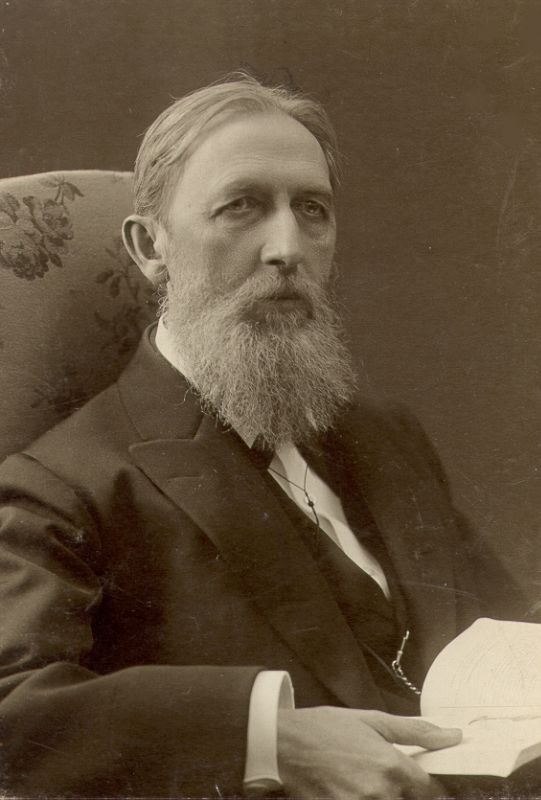
E. L. Salkowski khoảng năm 1890

Ernst Leopold Salkowski (11 tháng 10 năm 1844 – 8 tháng 3 năm 1923) là một nhà hóa sinh người Đức gốc Königsberg.

## Tiểu sử
Ông được học tại Đại học Königsberg, sau đó làm việc tại Berlin với tư cách là trợ lý phòng thí nghiệm hóa học của Viện bệnh học Rudolf Virchow (1872). Năm 1874, ông trở thành phó giáo sư hóa dược tại Berlin, sau đó được bổ nhiệm làm trưởng bộ môn (1880). Năm 1909, ông được vinh danh với danh hiệu "giáo sư thực thụ".
Salkowski chuyên về các lĩnh vực hóa sinh và bệnh lý, cũng có những đóng góp trong các lĩnh vực liên quan như dược học, hóa phân tích và vệ sinh. Năm 1890, ông là người đầu tiên mô tả quá trình tự phân hủy mô, trong đó ông gọi là "tự tiêu hóa". Ông được nhớ đến vì đã phát triển các xét nghiệm phát hiện các hợp chất và chất khác nhau, chẳng hạn như cholesterol (thuốc thử Salkowski), creatinine, glucose, carbon monoxide và indole. Năm 1892, ông cùng với Jastrowitz hai người đầu tiên mô tả bệnh pentose niệu.
Ông là tác giả của tác phẩm Practiceum der Physiologischen und diseaselogischen Chemie, sau này được dịch sang tiếng Anh là "A Laboratory Manual of Physiological and Pathological Chemistry". Cùng với nhà nội khoa Wilhelm von Leube (1842 - 1922), ông xuất bản cuốn Die Lehre vom Harn (tiếng Anhː The doctrine of urine, tạm dịchː Học thuyết về nước tiểu).

## Tác phẩm tiêu biểu
- Salkowski, Ernst Leopold (1904). A Laboratory Manual of Physiological and Pathological Chemistry. New York: John Wiley & Sons.